# Russian Satellite Communications Company

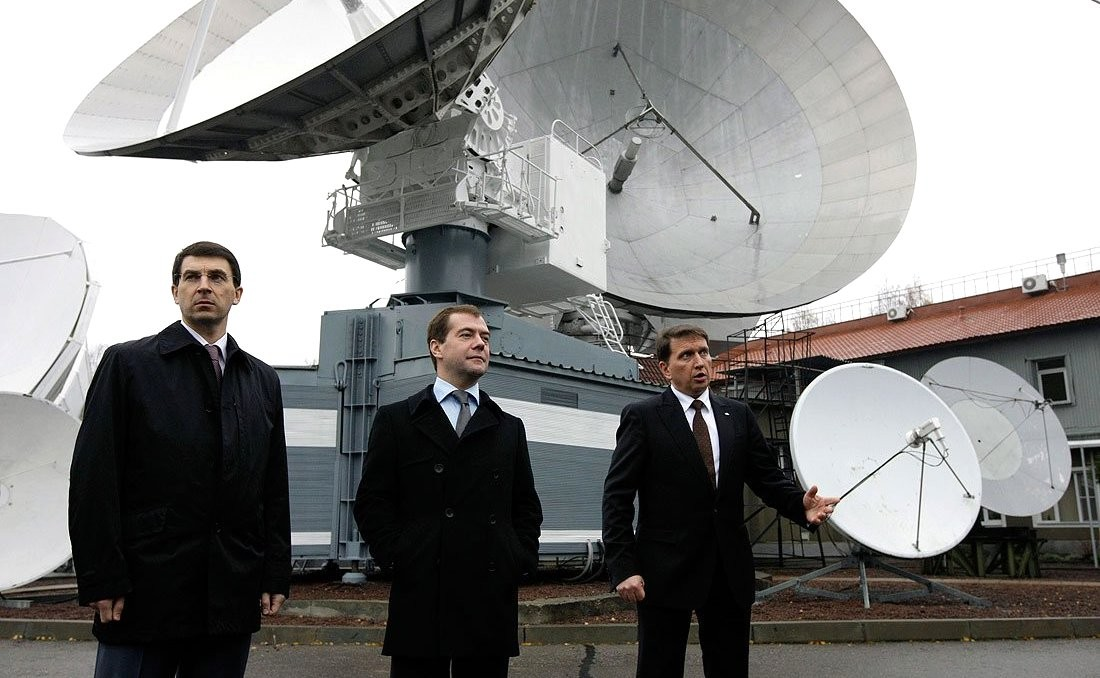
Radares russos na Satellite Communications Center

Russian Satellite Communications Company (em russo: Подведомственное Федеральному агентству связи ФГУП Космическая связь) é o principal operador russo de satélites de comunicações. A estatal possui a maior frota de satélites da Rússia, com satélites localizados no arco orbital geoestacionário desde 14° oeste até 140° leste e cobre todo o território da Rússia, da CEI, Europa, Oriente Médio, África, região Ásia-Pacífico, América do Norte e do Sul e Austrália.
A empresa possui teleports localizados em Medvezhy Ozera (em russo: Медвежьи озера), Vladimir, Dubna Skolkovo, Zheleznogorsk, Khabarovsk e do Shabolovka Technical Center em Moscou, que garantem a transmissão dos canais para todos os cinco fusos horários da Rússia, bem como a sua própria rede digital de fibra ótica de alta velocidade. A RSCC como operador nacional de satélite atende as tarefas estatais importantes no fornecimento de comunicações móvel presidenciais e governamentais, TVs federais e transmissão de sinal de rádio sobre o território russo e da maioria dos países do mundo. A companhia iniciou sua operação em fevereiro de 1968, na antiga URSS.